# Конвенція про оперативне оповіщення про ядерну аварію
Конвенція про оперативне оповіщення про ядерну аварію — це угода Міжнародного агентства з атомної енергії (МАГАТЕ) 1986 року, згідно з якою держави погодилися надавати повідомлення про будь-яку ядерну аварію, яка сталася в межах їх юрисдикції та могла б вплинути на інші держави. Вона, разом із Конвенцією про допомогу у випадку ядерної аварії чи радіаційної надзвичайної ситуації, була прийнята у відповідь на Чорнобильську катастрофу у квітні 1986 року.
Погоджуючись із Конвенцією, держава визнає, що коли на її території станеться будь-яка ядерна або радіаційна аварія, яка потенційно може вплинути на іншу державу, вона негайно повідомить про це МАГАТЕ та інші держави, які можуть постраждати. Інформація, яку потрібно повідомити, включає час інциденту, місце та ймовірну кількість викиду радіоактивності.
Конвенція була укладена та підписана на спеціальній сесії генеральної конференції МАГАТЕ 26 вересня 1986 р.; позачергова сесія була скликана через Чорнобильську катастрофу, яка сталася за п'ять місяців до того. Важливо, що Радянський Союз і Українська РСР — держави, відповідальні за Чорнобильську катастрофу — обидва підписали договір на конференції та швидко його ратифікували. Її підписали 69 держав, і Конвенція набула чинності 27 жовтня 1986 року після третьої ратифікації.
Станом на 2021 рік повноправними учасниками Конвенції є 115 держав-учасниць, а також Європейське співтовариство з атомної енергії, Продовольча та сільськогосподарська організація, Всесвітня організація охорони здоров'я та Всесвітня метеорологічна організація . Ще 8 держав підписали договір, але не ратифікували його — Афганістан, Демократична Республіка Конго, Святий Престол, Нігер, Північна Корея, Сьєрра-Леоне, Судан і Зімбабве.